# Roronoa Zoro
Roronoa Zoro er en fiktiv figur i mangaen og animen One Piece. Han er en ekstremt god fægter og er kendt som en dusørjæger under navet "Piratjægeren", selvom han senere selv valgte at blive sørøver sammen med Monkey D. Luffy efter at være blevet overbevist af dennes mod og viljestyrke.
Hans største drøm er at besejre fægtemesteren Hawkeye Dracule Mihawk og dermed blive verdens bedste fægter. Han mødte Hawkeye under Stråhattenes besøg på Baratie, den flydende restaurant i East Blue, men blev hurtigt besejret. Hawkeye roste Zoro for hans talent og sagde, at de engang skulle mødes på Grand Line og kæmpe igen. Zoro svor efter dette, at han aldrig igen ville tabe en kamp. Selvom Hawkeye er Zoros største modstander og rival, er han samtidig en person, som Zoro ser meget op til.

## Fortid
Der vides ikke noget om Zoros forældre, da han som barn muligvis boede og i hvert fald trænede på en fægteskole. Dengang kæmpede han kun med to sværd og var den bedste i klassen. Han havde dog ikke titlen som den bedste fægtemester i området, da han gang på gang tabte til den to år ældre Kuina, som var fægtelærerens datter. Det gik Zoro meget på, at han ikke kunne vinde over en pige, så en dag aftalte de at mødes om natten og duellere med ægte sværd. Her vandt Kuina sin 2001. sejr over Zoro, hvilket fik ham til at bryde sammen. Men Kuina satte tingene lidt i perspektiv over for ham, da hun grædende fortalte ham, at det snart var slut for hendes gentagne sejre, da hun var ved at blive teenager, og at mænd bliver stærkere end kvinder med alderen. Zoro og Kuina lovede hinanden, at hvis den ene af dem ikke blev verdens bedste fægtemester, så skulle den anden blive det. Samme nat døde Kuina, fordi hun faldt ned af trappen, og Zoro var nu mere end nogensinde opsat på at skulle vinde titlen for hendes skyld. Han sætter ofte konsekvent større krav til sig selv med hensyn til sin træning og tænker på Kuina hver gang, han har vundet en kamp eller er ved at tabe.

## Angreb og kampteknik
Zoro er kendt for at kæmpe med 3 sværd imod sine modstandere (den såkaldte tresværdsstil eller på japansk "Santoryu"). Det ene af hans sværd hedder Yubashili og har bølgeskær. Dette fik han foræret i Loguetown sammen med hans andet sværd, et forbandet Kitetsu af 3. generation. Hans sidste sværd er Wado-Ichi-Monji, som han arvede efter Kuina. Når han kæmper, har han altid Wado-Ichi-Monji i munden og de to andre i hænderne.
Han med tiden udviklede nogle særpræget angreb som hans monster strike ( på japansk er dens navn onigiri ) det går ud på at han sætter sine arme over kors og løber så hurtigt han kan. Så er der hans føniks kanon hvor han kan skyde et hug af sted med enten et, to eller tre sværd.

## Personlighed
Zoro er en alvorlig ung mand, der går meget op i sin træning og i at udvikle sig. Han er meget modig og til tider frygtløs og dumdristig, som da han i Little Garden ville skære sine egne ben af, inden de blev til voks – for at kunne kæmpe videre. Han kender dog sine svagheder og begrænsninger, hvilket motiverer ham til hans konstante forsøg på at blive stærkere. Han er dog i forvejen enormt stærk; i styrke diskuteres det meget, om han er lige så stærk som Luffy. Sandsynligvis er de to dog lige stærke, da de i deres kamp i Whiskey Peak stod meget lige. Om denne kamp var for at vise dette, eller bare for komikkens skyld, vides dog ikke.
Han er en meget stolt og mandig person, og man slipper ikke godt fra at tilsvine hans ære eller venner foran ham. Han skændes tit med Sanji, der er lige så stædig, men når det en sjælden gang kommer til stykket, kan de godt give hinanden ret og samarbejde og udgør her et dødbringende team. De fleste personer har eller får stor respekt for ham; især Chopper, der beundrer hans overlegenhed og rolighed meget. Nami kan dog ikke altid forstå hans macho-attituder.
Selvom Zoro virker som en af de mest seriøse af Stråhat-Piraterne er han blandt de mindre smarte af dem, da han er i stand til at fare vild på en lige vej, og har en dårlig stedsans. Dette er fordi han navigere efter en sky (Uvidende om at en sky bevæger sig) Når han bliver væk fra de andre beskylder han altid de andre for at være blevet væk.
Han fik efter Alabasta-sagaen en dusør på 60.000.000 dubloner, hvilket er meget højt af hans første at være. Han fik den, fordi han besejrede Mr. 1 fra Baroque Works og slagtede hundredvis af dusørjægere i Whiskey Peak.
Zoro kan sove hvor som helst og når som helst, og han gør det så ofte, han kan. Det irriterer ofte resten af Stråhattene, og Usopp og Nami råber altid af ham, når han er sovet fra noget vigtigt. Han er også enormt glad for sprut og kan drikke det i lange baner, før han bliver fuld.
Han er ifølge Eiichiro Oda 19 år og er 1,78 m høj.
| Anime- eller mangafigur | Spire Denne artikel om en anime- og/eller mangafigur er en spire som bør udbygges. Du er velkommen til at hjælpe Wikipedia ved at udvide den. |